# 珍·瑪莉亞·阿里戈
珍·瑪莉亞·阿里戈是美國心理學家。

## 生平
2005年，阿里戈是美國心理學會一個特別工作組「心理道德和国家安全特别小组」（PENS）的成員，該小組得出報告稱心理學家協助審訊是「合乎倫理」的。其後，阿里戈披露該小組雖然號稱是獨立的，但許多成員實際上存在著利益衝突。2015年，前芝加哥總檢察長大衛·H·霍夫曼發表一份報告，內容關於政府和美國心理學會共謀為酷刑逼供提供理論支持，使阿里戈的說法得到證實。心理學家史蒂芬·索爾茲稱讚「珍·瑪莉亞·阿里戈是國家英雄。當許多人被如今的霍夫曼報告中揭示的同謀者愚弄時，她穿過了黑暗，挺身而出道出真相」。

## 榮譽
- 獲美國科學促進會頒予2015年度的AAAS科學自由與責任獎（英语：AAAS Award for Scientific Freedom and Responsibility）[3]。